# Grå vireo
Grå vireo (Vireo vicinior) är en liten tätting i familjen vireor som lever i Nordamerika.

## Utseende
Grå vireo är 14 cm lång, grå på ovansidan, och matt vitfärgad på undersidan, med ett ensamt svagt vingband och en orbitalring. Den har en kort, tjock näbb och de båda könen är lika.

## Utbredning och systematik
Fågeln häckar från sydvästra USA och norra Baja California till västra Texas. Den är en flyttfågel som övervintrar i nordvästra Mexiko i västra Sonora samt södra halvön Baja California i Baja California Sur. Det enda stället där fågeln är en stannfågel är i Big Bend nationalpark i sydvästra Texas.

## Levnadssätt
Fågeln vistas oftast i torr buskvegetation, speciellt en, på de sydvästliga bergens sluttningar.

## Status och hot
Arten har ett stort utbredningsområde och en stor population, och tros öka i antal. Utifrån dessa kriterier kategoriserar internationella naturvårdsunionen IUCN arten som livskraftig (LC).